# Babyshambles
I Babyshambles sono stati un gruppo musicale indie rock inglese formatosi nel 2003.
Il leader del complesso è il cantante e chitarrista Pete Doherty, che fondò il gruppo in seguito al suo allontanamento dai The Libertines, dovuto presumibilmente al rifiuto del complesso di tollerare il suo uso di eroina. Doherty ha spesso contestato ciò, affermando che non era l'unico componente della band a fare uso di droghe e sostenendo che Carl Barât aveva altri motivi per escluderlo dal gruppo.
Il gruppo ha pubblicato 4 album, 3 EP e alcuni singoli. Nel corso degli anni l'attenzione dei media, in particolare dei tabloid, si è concentrata assiduamente sulla vita privata di Doherty e sul suo controverso stile di vita, facendo, di riflesso, dei Babyshambles una delle band più seguite nel Regno Unito.

## Significati del nome
Il nome Babyshambles potrebbe contenere un'allusione al saggio satirico Una modesta proposta di Jonathan Swift o alla bevanda alcolica Babysham.
La parola Babyshambles si riferisce anche ad un insieme di registrazioni della band rock and roll The Libertines. The Babyshambles Sessions è un insieme di canzoni registrate dai The Libertines a New York. Il cantante e chitarrista Carl Barât abbandonò prima del completamento delle registrazioni, che erano concepite per il secondo album, provando disgusto per gli sciacalli superdrogati che circondavano Doherty . Ha dato una mano anche il bassista John Hassall, suonando il basso in una canzone, The Man Who Would Be King. Pare che Barât abbia suonato la batteria in alcune tracce. Doherty diede poi le registrazioni ad un fan che, su sua richiesta (fatto che lui poi negò), rese disponibili le tracce su internet per i fan più accaniti. Un set di 3 CD di questa raccolta è scaricabile gratuitamente. Alcune tracce della raccolta sono state poi registrate e incluse nel secondo album dei The Libertines.

## Storia

### Esordi
Nell'estate del 2003 Pete Doherty fu allontanato dai Libertines e gli fu impedito di rientrare nella band finché non avesse risolto i propri problemi con la droga. Doherty decise quindi di costituire un nuovo gruppo, reclutando come cantante Steve Bedlow, già nei Libertines. Inizialmente il gruppo si sarebbe dovuto chiamare "T' Libertines" per mettere in risalto la provenienza dei membri del gruppo, originari dello Yorkshire. La sera del primo concerto del nuovo complesso, però, Doherty fu arrestato per aver tentato un furto nella casa dell'amico Carl Barât. Rilasciato, partecipò al concerto organizzato dall'amico Dean Fragile al Tap'n'Tin. La critica fu fredda nei confronti dell'esibizione.
Doherty fu condannato a sei mesi di carcere per furto, sentenza poi ridotta a due mesi in appello. Rilasciato, Doherty si unì di nuovo ai Libertines e continuò a portare avanti il progetto Babyshambles. Trovò il tempo di registrare il primo singolo del gruppo l'omonimo Babyshambles, che fu pubblicato nell'aprile 2004 per la High Society Records. Furono stampate meno di 1000 copie tra CD e 7 pollici ed entrambe le tipologie hanno oggi valore commerciale superiore a 50 sterline.
Il gruppo ha subito parecchi cambiamenti del nucleo originario prima di stabilizzarsi definitivamente durante l'estate 2004 con Doherty come cantante, Patrick Walden alla chitarra (che è stato recentemente a sua volta sostituito da Mike Withnall), Gemma Clarke (che ora ha lasciato il complesso ed è stata sostituita da Adam Ficek) alla batteria e Drew McConnell al basso.

### Primi anni e i tour (2004-2005)
Durante i mesi di settembre e ottobre 2004 i Babyshambles hanno intrapreso un tour nel Regno Unito che è culminato in due spettacoli tutto-esaurito alla London Scala. Nonostante le affermazioni secondo cui la band era in tour solo per raccogliere soldi al fine di finanziare l'abitudine di Doherty alla droga, il tour ha fatto il tutto-esaurito ed ha ricevuto il favore della critica. Il secondo singolo del gruppo, Killamangiro, è stato pubblicato il 29 novembre 2004 per la Rough Trade Records ed ha raggiunto la posizione numero 8 nelle chart del Regno Unito. La band intraprese un altro tour a dicembre tra crescenti preoccupazioni circa l'uso di droga da parte di Doherty. Durante un'esibizione a Blackpool, il complesso abbandonò il palco perché era chiaro che Doherty era troppo intossicato per esibirsi, e al London Astoria scoppiò una rivolta quando Doherty non ce la fece a presentarsi all'esibizione.
A gennaio 2005 Gemma Clarke ha lasciato la band, adducendo disaccordi con il management che lei considerava responsabile di aver fallito nel rivolgere l'attenzione all'evidente tossicodipendenza di Doherty. È stata sostituita con Adam Ficek. Nel febbraio 2005 Doherty, insieme all'amico musicista Alan Wass, è stato arrestato con il sospetto di aggressione e ricatto. È stato addotto come pretesto il fatto che Doherty abbia aggredito Max Carlish, un produttore di documentari, in un hotel di Londra, un'accusa che lui ha strenuamente respinto. Carlish aveva realizzato un documentario su Doherty intitolato Dando la caccia a Pete Doherty. Dopo aver presumibilmente aggredito Carlish, Doherty ha trascorso alcuni giorni in prigione, finché non si pagò una cauzione di 150.000 sterline. Dopo essere stato rilasciato, Doherty ha trascorso alcune settimane nello studio di registrazione in Galles lavorando all'album di debutto dei Babyshambles. Tutte le accuse contro di lui sono cadute nell'aprile 2005.
Il 1º ottobre 2005 il bus-tour dei Babyshambles è stato attaccato dalla polizia. Pete Doherty è stato fermato con il sospetto di detenzione di stupefacenti di classe A e detenuto su cauzione fino a dicembre, sebbene lo stesso Doherty affermi che le sostanze gli servivano per la disintossicazione.

### Down in Albion(2005-2006)
Il lavoro all'album di debutto dei Babyshambles è continuato per i mesi di aprile e maggio 2005 con Mick Jones (ex chitarrista e cantante dei Clash), che ha collaborato con Doherty alla produzione degli album dei The Libertines. L'album Down in Albion è stato pubblicato il 14 novembre, benché fosse già disponibile su internet dal 19 ottobre. È arrivato decimo nella classifica degli album di Radio 1 (Inghilterra).
Il singolo Albion è stato lanciato il 28 novembre ed è arrivato ottavo nelle classifiche dei singoli di Radio 1. Un altro singolo, Fuck Forever, è stato lanciato il 15 agosto, raggiungendo la posizione numero 4 nella UK Singles Chart.
Pete Doherty è apparso su Newsnight alla fine del 2005, rivelando alcuni piccoli segreti ai suoi fan. All'inizio del 2006 la band ha annunciato che avrebbero fatto tre spettacoli in piccoli club a Londra, Sheffield e Stoke. Per la sorpresa dei fan, i Babyshambles si sono esibiti alla prima delle date di Londra senza il chitarrista Patrick Walden, sostituito da Pete Doherty. Nonostante la band avesse annunciato che Walden ha abbandonato il gruppo per dedicarsi ad altri progetti, il chitarrista è ritornato per un'esibizione a Cambridge a gennaio e infine è rientrato nel gruppo a febbraio 2006.
A febbraio 2006 la band ha vinto anche il Naomi Award per la peggiore esibizione dal vivo.
Il 23 febbraio 2006 Pete Doherty ha ricevuto l'NME Award per l'uomo più sexy e quella stessa sera si è esibito con i Babyshambles. Il singolo non poté entrare nelle chart britanniche perché conteneva troppi brani, ma sul proprio MySpace la band disse che avrebbe raggiunto il quarto posto in classifica a Natale 2006 se fosse stato ammesso in graduatoria.
Il 18 gennaio 2007 fu ufficiale la notizia della firma di un contratto per tre album con la casa discografica Parlophone. In estate il gruppo si esibì a Oxegen, al Glastonbury Festival, al V Festival, al T in the Park e al Paredes de Coura Festival.
Il 4 dicembre 2006 i Babyshambles pubblicarono, a sorpresa, l'EP The Blinding, contenente 5 tracce.

### Shotter's Nation(2007-2010)
Il 1º ottobre 2007 fu pubblicato il secondo album dei Babyshambles, Shotter's Nation. L'uscita del disco, registrato in una sola settimana di lavoro con la collaborazione del produttore Mick Jones, fu anticipata dalla pubblicazione del primo singolo Delivery, uscito il 17 settembre. Shotter's Nation ha ricevuto molti più consensi, sia dal pubblico sia dalla critica, rispetto a Down in Albion e ha confermato i miglioramenti qualitativi già rilevati dalla critica in The Blinding. Nel novembre 2007 la band intraprese un tour nei palazzetti del Regno Unito, con tappe a Nottingham, Manchester, Bournemouth, Londra, Brighton e Birmingham. Il 3 dicembre 2007 uscì You Talk, il secondo singolo tratto dall'album.
Da gennaio a marzo 2008 i Babyshambles furono protagonisti di un tour europeo che registrò il tutto esaurito in quasi tutte le date, sebbene alcune tappe furono cancellate a causa dell'incarcerazione di Doherty. A testimonianza della tournée la band pubblicò su CD e DVD Oh! What a Lovely Tour (2 giugno 2008), incisione riguardante il concerto del 2 dicembre 2007 alla SECC Arena di Glasgow, in Scozia. Il 12 gennaio 2009 si esibì a Bristol insieme a Roger Daltrey per l'associazione benefica Teenage Cancer Trust.
Nell'aprile 2010 fu annunciato che il gruppo suonerà al festival T in the Park nell'estate successiva. 

### Sequel to the Prequele lo stop (2010-2014)
Nel giugno 2010 il batterista Adam Ficek lasciò la band per concentrarsi con il progetto solistico Roses Kings Castles e fu temporaneamente sostituito dall'ex batterista dei Supergrass Danny Goffey. 
Agli inizi del 2013 fu reso noto che il gruppo stava lavorando a un terzo album, dopo aver ingaggiato come batterista Jamie Morrison degli Stereophonics. Il 29 aprile i Babyshambles annunciarono un tour britannico per settembre e ottobre, con partenza il 4 settembre dalla Barrowland Ballroom di Glasgow. A luglio la band tenne una serie di concerti in Australia e il 2 settembre pubblicò l'album Sequel to the Prequel. Malgrado la ricostituzione dei Libertines di Doherty nel 2014, i Babyshambles continuarono a tenere qualche sporadico concerto e a esibirsi in qualche festival per tutto il 2014 (Rock am Ring, Rock Werchter e Best Kept Secret). Seguì un decennio di inattività.

### Ritorno e morte di Patrick Walden (2024-oggi)
Il 28 agosto 2024 la band si riunì in occasione del concerto da solista di Pete Doherty a Northampton, suonando insieme per la prima volta dopo dieci anni. Sul palco Doherty fu affiancato dal bassista Drew McConnell e dal batterista Adam Ficek per eseguire sei canzoni, tra cui successi come Albion e Killamangiro. Il chitarrista Mick Whitnall era presente prima del concerto, ma non poté suonare. Nel dicembre seguente Doherty annunciò che la reunion era prevista e il 21 marzo 2025, a Watford, il gruppo suonò nuovamente insieme a un concerto di Doherty. Qualche giorno dopo, durante la tappa di Newcastle del tour, lo stesso Doherty disse che "i Babyshambles verranno in una città vicino a voi quest'anno". 
Il 20 giugno 2025 viene resa nota la notizia della morte del 46enne chitarrista Patrick Walden, ex chitarrista della band.

## Formazione
- Pete Doherty - voce, chitarra
- Drew Mcconnell - basso
- Adam Ficek - batteria (dal 2005)
- Mick Whitnall - chitarra elettrica (dal 2005)

## Altri componenti
- Gemma Clarke - batteria (2004-2005)
- Patrick Walden[4] - chitarra (2004-2005)

## Discografia

### Album in studio
- 2005 - Down in Albion
- 2007 - Shotter's Nation
- 2013 - Sequel to the Prequel

### Album live
- 2008 - Oh! What a Lovely Tour

### EP
- 2005 - Fuck Forever (solo Giappone)
- 2006 - Albion (solo Giappone)
- 2006 - The Blinding

### Singoli
- 2004 - Babyshambles
- 2004 - Killamangiro
- 2005 - Fuck Forever
- 2005 - Albion
- 2006 - Janie Jones
- 2007 - Delivery
- 2007 - French Dog Blues (solo Gran Bretagna)
- 2007 - You Talk
- 2010 - Side of the Road
- 2013 - Nothing Comes to Nothing
- 2013 - Fall from Grace

### Video musicali
- Killamangiro
- Fuck Forever (di Jez Murrell)
- Albion (di Roger Pomphrey)
- Janie Jones (di Drew McConnell e Statik)
- The Blinding (di Julien Temple)
- Love You But You're Green (di Julien Temple)
- Delivery (di Douglas Hart)
- French Dog Blues (di David Mullett)
- You Talk (di Douglas Hart)
- Nothing Comes to Nothing (di Katia deVidas)